# Nintendo Integrated Research & Development
Nintendo Integrated Research & Development (eller IRD) division hanterade allt relaterat till att producera Nintendos konsolhårdvara och tillhörande kringutrustning. Nintendo Research & Development 3, som ursprungligen bildades på 1970-talet med ingenjör Genyo Takeda som chef, var ansvarig för olika hårdvarutekniker och utvecklade till och med flera arkad- och konsoltitlar. När tekniken utvecklats till 3D-tiden, drev Takedas grupp sig in i Integrated Research & Development, och började tillbringa längre tid på att undersöka och testa de olika och snabbt utvecklade hårdvarorna som skulle driva Nintendos nästa generation av konsoler.